# Sardon
Sardon é uma comuna francesa na região administrativa de Auvérnia-Ródano-Alpes, no departamento Puy-de-Dôme. Estende-se por uma área de 8,32 km². Em 2010 a comuna tinha 315 habitantes (densidade: 37,9 hab./km²).